# 陇右节度使
陇右節度使，是唐朝在西北地区为防御吐蕃部设置的節度使，天宝十节度使之一。714年出现，717年，正式设立，驻鄯州。陇右節度使领75000人，下辖临洮、河源、积石、莫门、白水、安人、振武、威武、宁塞、镇西、宁边、威胜（宛秀）、金天、曜武、武宁、天成、振威等军和绥和、平夷、合川守捉。763年，被吐蕃吞并。迁到普润，改为经略使。

## 历代節度使
- 杨矩（714年）
- 郭知运（714年－721年）
- 王君㚟（723年－724年）
- 安忠敬（724年－726年）
- 李嗣玄（727年），遥领
- 张志亮（727年－728年）
- 张守珪（728年－733年）
- 贾师顺（733年－734年）
- 阴承本（734年－736年）
- 马正会（736年－737年）
- 杜希望（737年－739年）
- 蓋嘉運（740年－741年）
- 皇甫惟明（742年－746年）
- 王忠嗣（746年－747年）
- 哥舒翰（747年－755年）
- 周泌（756年—757年）
- 郭英乂（757年）
- 高昇（乾元年间）凤翔陇右节度观察处置等使、凤翔尹兼御史大夫、上柱国、纪国公
- 李侹（760年），遥领
- 彡且复（上元年间）
- 李鼎（761年）
- 李抱玉（765年－？）
- 朱泚（777年－？）
- 张镒（782年－784年）
- 李晟（784年）
- 曲环（784年－？）
- 骆元光（788年－？）
- 刘澭（794年－？）

## 辖区
- 鄯州（今青海省海东市与西宁市）
- 秦州（今甘肃省天水市）
- 河州（今甘肃省临夏回族自治州）
- 渭州（今甘肃省陇西县）
- 兰州（今甘肃省兰州市）
- 临州（今甘肃省临洮县）
- 武州（今甘肃省平凉市）
- 洮州（今甘肃省临潭县）
- 岷州（今甘肃省临洮县）
- 廓州（今青海省贵德县）
- 叠州（今甘肃省迭部县）
- 宕州（今甘肃省舟曲县）